# Batrachorhina rodriguezi
Batrachorhina rodriguezi là một loài bọ cánh cứng trong họ Cerambycidae.